# Wireless Application Protocol

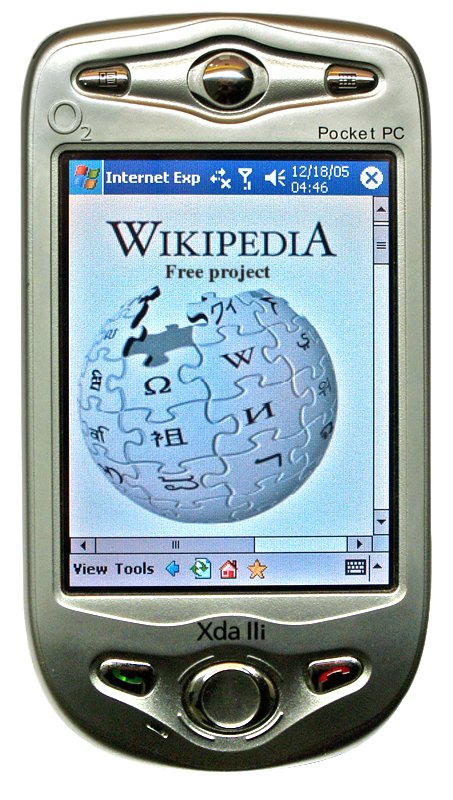
La Viquipèdia en un Pocket PC

Wireless Application Protocol o WAP (protocol d'aplicacions sense fil) és un protocol d'aplicacions que utilitzen les comunicacions sense fil, p. ex. accés a serveis d'Internet des d'un telèfon mòbil.
Es tracta de l'especificació d'un entorn d'aplicació i de conjunt de protocols de comunicacions per a normalitzar el mode en què els dispositius sense fil, es poden utilitzar per a accedir al correu electrònic, grup de notícies i altres.
L'organisme que s'encarrega de desenvolupar l'estàndard WAP va ser originàriament el WAP Forum, fundat per quatre empreses del sector de les comunicacions mòbils, Sony-Ericsson, Nokia, Motorola i Openwave (originàriament Unwired Planet). Des de 2002 el WAP Forum és part de l'Open Mobile Alliance (OMA), consorci que s'ocupa de la definició de diverses normes relacionades amb les comunicacions mòbils, entre elles les normes WAP.

## Per què WAP?
La principal motivació per a desenvolupar aquest protocol va ser que l'any 2000 s'havia aconseguit una xifra aproximada d'uns 750 milions d'usuaris de telefonia mòbil arreu del món i s'estimava que prop de l'any 2003 s'arribarien a assolir els 1000 milions d'usuaris, més o menys el mateix nombre d'usuaris que tenien contractat un servei d'Internet a la línia fixa telefònica bé fossin línies senzilles domèstiques o bé d'altres més potents, amb més amplada de banda, destinades a empreses, oficines, centres públics, etc.
WAP es va desenvolupar principalment per poder ampliar les possibilitats que oferien els terminals de telèfon mòbil, de manera que els clients poguessin, tenir la capacitat de realitzar altres tasques més complexes que la simple trucada telefònica, o l'enviament i recepció de missatges de text, com bé ho serien l'accés a Internet, l'ús del correu electrònic, l'enviament de dades a un PC i un munt de noves oportunitats que es podrien dur a terme mitjançant el servei personalitzat que poden oferir les operadores de telefonia.
A més a més, WAP va suposar una cert canvi en l'aparença de tots els telèfons mòbils, ja que aquests van passar a tenir dissenys diferents, alguns més innovadors que d'altres, però sempre procurant una mida de pantalla major o igual que el del teclat per poder oferir una major comoditat a l'hora de visualitzar els continguts web i multimèdia.
WAP és com l'equivalent als protocols TCP/IP però en versió mòbil i té el gran avantatge de poder treballar amb diferents protocols portadors com ara GSM, CDMA o GPRS.
Alguns dels serveis que ofereix WAP són:
- Accés a la informació general disponible a Internet.
- Accés al correu electrònic.
- Accés a bases de dades d'intranets.
- Banca electrònica i comerç electrònic.
- Ticketing, compra d'entrades a l'instant per Internet.
- I d'altres serveis diversos com ara localització geogràfica i cartogràfica digital.

## Implementació de WAP
A l'hora d'establir una connexió a internet hi participen principalment tres elements: el terminal mòbil, una passarel·la intermèdia i el servidor d'internet. Degut a la simplicitat i a la poca capacitat de processament dels telèfons mòbils, a l'hora de navegar per internet mitjançant WAP, les passarel·les, són les encarregades de processar i interpretar tota la informació i traduir-la d'un llenguatge a l'altre perquè el servidor pugui entendre la petició d'informació que se li demana. Després aquest envia la informació i un altre cop la passarel·la s'encarrega que aquesta arribi al terminal. D'aquesta manera, els telèfons mòbils únicament necessiten un navegador d'Internet, com ho serien actualment Internet Explorer o Firefox, però molt més simplificat, sovint l'anomenen micronavegador, per ser capaç de permetre una navegació ràpida sense haver de disposar d'un telèfon amb un processador potent i conseqüentment més car i menys accessible per als consumidors.

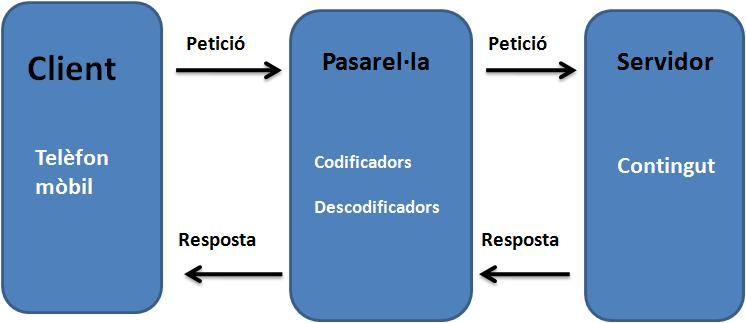
Esquema connexió WAP

Al navegar des del mòbil no s'utilitza el llenguatge comú HTML sinó que es fa servir una versió d'aquest molt més simplificada que és el WML (Wireless Markup Language) i el WMLscript, ja que els mòbils disposen de diverses limitacions com ho són la memòria, la baixa resolució gràfica i sobretot l'amplada de banda, ja que és molt més reduït.
WAP defineix un conjunt de components estàndard per assegurar una bona comunicació entre el telèfon i els servidors d'Internet
- Un model de noms estàndard, de manera que s'utilitzen les URLs definides per World Wide Web, que serveixen per identificar els recursos locals del dispositiu i identificar els continguts WAP en els servidors d'informació.

- Un format de contingut estandarditzat també basat en World Wide Web

- Uns protocols de comunicació que permeten la comunicació entre el micronavegador del telèfon i el servidor Web.

## Arquitectura WAP
WAP va ser creat i pensat per poder ser escalable i extensible, per aquest motiu està estructurat en capes (semblant al model OSI) on cada cap únicament és accessible per la capa superior.

### Capa d'Aplicació: WAE (Wireless Aplication Environment)
Aquesta capa s'encarrega principalment de crear un entorn d'aplicació de propòsit general basat en l'entorn de World Wide Web de manera que es pugui establir un entorn que permeti als operadors i proveïdors de serveis construir aplicacions que puguin utilitzar-se amb una interfície més o menys intuïtiva. En aquesta capa és on es troben el micronavegador i els llenguatges WML i WMLscript.

### Capa de Sessió: WSP (Wireless Session Protocol)
Aquesta capa proporciona a la capa d'aplicació una interfície amb dos serveis de sessió: orientat a connexió i no orientat a connexió. El servei orientat a connexió funciona per sobre de la capa de transaccions (explicada més endavant) mentre que el servei no orientat a connexió funciona per sobre de la capa de transport.
En aquesta capa s'hi troben els serveis adaptats a aplicacions basades en la navegació Web, proporcionant diverses funcionalitats:
- Funcionalitats i semàntica d'http.
- Negociació de les característiques del protocol.
- Funcionalitats per l'inici i final de sessió.

### Capa de Transaccions: WTP (Wireless Transaction Protocol)
Funciona per sobre d'un servei de datagrames que poden ser o bé segurs o bé no segurs proporcionant:
- Tres classes de serveis de transaccions:

1. Peticions no-segures d'un sol camí
2. Peticions segures d'un sol camí
3. Transaccions segures de dos camins (petició-resposta)

- Seguretat usuari a usuari opcional
- Transaccions asíncrones.

### Capa de Seguretat: WTLS (Wireless Transport Layer Security)
Aquest és un protocol basat en l'estàndard SSL i serveix per proporcionar un cert nivell de seguretat a l'hora de navegar per la xarxa i realitzar les transferències de dades mitjançant WAP. És un protocol molt preparat i optimitzat per a les connexions WAP, ja que està dissenyat tenint en compte la utilització de canals de comunicació de banda estreta. Aquesta capa està caracteritzada per oferir:
- El nivell de seguretat necessari com per poder garantir la integritat de les dades, és a dir, que les dades que viatgen entre el terminal mòbil i el servidor no han estat alterades per cap altre intrús extern.
- Privacitat de les dades, és a dir, que aquestes no podran ser interpretades de manera intel·ligible per qualsevol intrús que pugui estar escoltant/esnifant el tràfic de dades de la xarxa.
- Autentificació, garanteix l'autenticitat del client i el servidor de les aplicacions.

WTLS ofereix la capacitat d'establir connexions segures quan sigui necessari per a fer activitats com ara la consulta del compte corrent per internet, o el comerç electrònic.

### Capa de Transport: WDP (Wireless Datagram Protocol)
Proporciona un servei fiable als protocols de les capes superiors de WAP i permet la comunicació de forma transparent sobre els protocols portadors vàlids.

## Problemes amb la seguretat de WAP
Tot i la capa de seguretat, WAP presenta molts problemes de cara a la seguretat, sobretot degut a la passarel·la que s'utilitza per establir les connexions i a les debilitats de seguretat que presenta el protocol WTLS.
Problemes degut a la passarel·la:
La seguretat que ofereix WAP no és extrem a extrem sinó que el protocol WTLS només s'utilitza entre el dispositiu i passarel·la, a partir d'aquí (des de la passarel·la fins al servidor Web) de la seguretat se n'encarrega SSL / TLS. Això significa que durant un curt període, la porta d'enllaç conté les dades sense estar xifrades, i aquestes poden ser d'altíssima confidencialitat. D'aquest problema en són conscients els venedors de portes d'enllaç i alguns n'apliquen solucions molt segures i estrictes mentre que d'altres no i normalment el client, i fins i tot el servidor, no saben quin és el grau de seguretat de la porta d'enllaç que utilitzen.
Problemes deguts al xifrat de WTLS:
El tipus de xifrat que s'utilitza en les sessions WTLS és molt dèbil, ja que només utilitzen 40 bits i sovint és molt fàcil esbrinar-ne alguns d'aquests, ja que depenen de paràmetres fixes del servidor o del telèfon mòbil. Per tant, el tipus de xifrat és molt insegur, ja que és relativament fàcil d'esbrinar mitjançant la força bruta.
Problemes deguts a virus:
Degut a la capacitat que tenen els mòbils per connectar-se a internet gràcies al protocol WAP també els exposa a perills externs de hackers o intrusos que puguin introduir algun tipus de virus al terminal mòbil, normalment això no suposa un greu problema en els ordinadors, ja que atacs deguts a virus es poden evitar o prevenir mitjançant l'ajuda d'algun software antivirus que controla les connexions i analitza el tràfic de pujada i de baixada que s'efectua per la xarxa, tot i així això en els mòbils no és possible, ja que, encara que aquests siguin molt potents i sofisticats, no disposen de suficients recursos com per poder tenir incorporat un antivirus que es pugui encarregar d'analitzar tot el tràfic i efectuar les operacions necessàries per neutralitzar o bloquejar aquells elements que es consideren una possible amenaça de manera transparent sense que l'usuari noti cap mena de realentització en el sistema operatiu del seu mòbil.
Seguretat física de telèfon mòbil:
Per acabar, cal tenir en compte que la màxima debilitat que té la seguretat d'un mòbil és el telèfon mòbil en si. El telèfon mòbil és un estri petit i que sovint sempre es porta a sobre i, per tant, està exposat a qualsevol mena d'extrabiació: pèrdua, robatori...
Per tant, si d'alguna manera o altre el mòbil arriba a un altre usuari, aquest tindrà un accés al contingut privat de manera molt assequible, ja que com a molt l'única eina de seguretat que presenta el telèfon és el codi PIN, que és únicament de quatre xifres i sovint és un codi molt previsible tipus 1234 o 1111.